# Reino de Powo
O Reino de Powo (chinês: 波密 土 王) era um reino localizado no atual município de Bomê, no Tibete. O governante de Powo usava o título Kanam Gyelpo ou Kanam Depa. Dizia-se que os monarcas de Powo eram descendentes de Drigum Tsenpo. O reino foi anexado por Qing China em 1910, mas o rei o restaurou no ano seguinte. Em 1928, o reino foi anexado pelo Tibete.